# Ливан на зимних Азиатских играх 2011
Ливан принял участие в 7-х зимних Азиатских играх, проводившихся в 2011 году в Астане и Алма-Ате, отправив двух спортсменов, участвовавших в соревнованиях по горнолыжному спорту. По результатам Игр сборная Ливана не завоевала ни одной медали.

## Горнолыжный спорт
В соревнованиях по горнолыжному спорту в рамках 7-х зимних Азиатских игр приняли участие двое ливанских спортсменов — Тарек Фенианос и Филипп Араман. Ливанские горнолыжники прибыли в Алма-Ату в ночь на 30 января 2011 года и в тот же день приступили к тренировкам. По словам тренера сборной Ливана — Роджера Акики, команда не рассчитывала на призовые места:
Традиционно нашими соперниками являются команды Японии, Южной Кореи, Китая и Ирана. Но на этот раз мы привезли молодых спортсменов. Команда тренировалась в Ливане, а там нет условий для подготовки к скоростному спуску. Поэтому наши шансы занять лидирующие позиции не так велики. Мы рассчитываем просто набраться хорошего опыта.
| Дисциплина                 | Спортсмен      | Результат        | Место |
| -------------------------- | -------------- | ---------------- | ----- |
| Скоростной спуск (мужчины) | Тарек Фенианос | 1:45.25 (+17.73) | 13    |
| Скоростной спуск (мужчины) | Филипп Араман  | 1:49.15 (+21.63) | 14    |
| Супергигант (мужчины)      | Тарек Фенианос | 1:19.14 (+14.53) | 14    |
| Супергигант (мужчины)      | Филипп Араман  | не закончил      | -     |
| Суперкомбинация (мужчины)  | Тарек Фенианос | 2:02.41 (+16.71) | 9     |